# Веденко Віктор Антонович
Веде́нко Ві́ктор Анто́нович (нар. 22 жовтня 1910 — пом. 26 червня 1944) — учасник Другої світової війни, командир роти, лейтенант, Герой Радянського Союзу (1944).

## Біографія
Народився 22 жовтня 1910 року в містечку Висунськ Херсонського повіту Херсонської губернії. Українець. Член ВКП(б) з 1943 року.
Отримав початкову освіту. Працював трактористом, бригадиром рільничої бригади в місцевому колгоспі.
До лав Червоної Армії призваний у 1941 році Санчурівським РВК Миколаївській області.
Учасник німецько-радянської війни з червня 1941 року.
У 1943 році закінчив курси молодших лейтенантів.
Особливо командир стрілецької роти 334-го стрілецького полку 47-ї стрілецької дивізії 6-ї гвардійської армії 1-го Прибалтійського фронту лейтенант В. А. Веденко відзначився в боях за станцію Оболь Вітебської області Білорусі, коли його рота відбила 5 контратак ворога.
Загинув у бою 26 червня 1944 року. Похований на кладовищі № 2 у 500 метрах на північний захід від села Плітовка Перша Сиротинського району Вітебської області.
Згодом перепохований у селищі Оболь Шумілінського району Вітебської області.

## Нагороди
Указом Президії Верховної Ради СРСР від 23 липня 1944 року лейтенанту Веденко Віктору Антоновичу присвоєне звання Героя Радянського Союзу з врученням ордена Леніна і медалі «Золота Зірка».
Також нагороджений орденом Червоного Прапора, Червоної Зірки, медалями.

## Пам'ять
Ім'ям Віктора Веденка названо вулицю в селищі міського типу Оболь Вітебської області.